# West Deptford Township
West Deptford Township est un township américain situé dans le comté de Gloucester au New Jersey.

## Géographie
West Deptford Township comprend les localités d'Eagle Point, Hoffman Wharf, League Island, Leonards, North Woodbury, Ogens, Paradise, Parkville, Pierces Corner, Red Bank, Tatens, Thorofare, Verga, Washington Park et West End.
La municipalité s'étend sur 17,87 milles carrés (46,28 km2) dont 2,45 milles carrés (6,35 km2) d'étendues d'eau. Elle est bordée par le Delaware au nord et la Mantua Creek (en) à l'ouest.

## Histoire
Durant la guerre d'indépendance des États-Unis, plusieurs batailles se déroulent dans l'actuel township (dont la bataille de Red Bank).
Le township est créé le 1er mars 1871 par la législature du New Jersey à partir du township de Deptford,, dont le nom fait référence au port londonien de Deptford. En 1883, le township ne compte que deux villages : Red Bank et Thoroughfare.
Au début du XXe siècle, le township de West Deptford se développe et cède une partie de son territoire à National Park (1902), Woodbury (1907, 1923 et 1929), Westville (1914) et East Greenwich Township (en) (1931).
Le château de Ladd (en anglais : Ladd's Castle) est le seul monument du township inscrit au Registre national des lieux historiques. La maison, construite entre 1685 et 1689 par John Ladd, est la plus ancienne maison en brique du comté et l'une des plus anciennes de l'État.

## Démographie
Lors du recensement de 2010, la population de West Deptford Township est de 21 677 habitants. Elle est estimée à 21 073 habitants au 1er juillet 2018, en baisse de près de 3 % par rapport à 2010.
Le revenu par habitant était en moyenne de 36 952 dollars par an entre 2013 et 2017, entre la moyenne nationale (31 177 dollars) et la moyenne du New Jersey (39 069 dollars). Sur cette même période, 5,2 % des habitants de West Deptford Township vivaient sous le seuil de pauvreté (contre 9,5 % dans l'État et 11,8 % à l'échelle des États-Unis en 2018). Par ailleurs, 93 % de ses habitants de plus de 25 ans étaient diplômés d'une high school et 32,7 % possédaient au moins un bachelor degree (contre 89,2 % et 38,1 % au New Jersey, 87,3 % et 30,9 % aux États-Unis).
| Groupe          | West Deptford Township (2017) | New Jersey (2018) | États-Unis (2018) |
| --------------- | ----------------------------- | ----------------- | ----------------- |
| Blancs          | 85,5                          | 72,0              | 76,5              |
| Afro-Américains | 8,8                           | 15,0              | 13,4              |
| Amérindiens     | 0,1                           | 0,6               | 1,3               |
| Asiatiques      | 2,0                           | 10,0              | 5,9               |
| Océaniens       | 0,1                           | 0,1               | 0,2               |
| Métis           | 1,4                           | 2,3               | 2,7               |
|                 |                               |                   |                   |
| Hispaniques     | 3,9                           | 20,6              | 18,3              |